# Pasażer (film 2002)
Pasażer (ang. Derailed, 2002) – amerykańsko-arubański film fabularny (akcja/thriller) z gwiazdorem kina akcji, Jean-Claude’em Van Damme’em, obsadzonym w roli głównej. Światowa premiera projektu odbyła się 19 maja 2002 roku w trakcie 55. MFF w Cannes.
Polskie stacje telewizyjne (m.in. TVP1) emitowały film pod tytułem Pociąg strachu.

## Fabuła
Agent Kristoff zostaje odwołany z urlopu. Zamiast świętować urodziny, ma ochraniać Galinę Konstantin podczas podróży pociągiem z Bratysławy do Monachium. Przewozi ona fiolki z groźnym wirusem. Niespodziewanie w pociągu zjawiają się żona i dzieci Kristoffa. Tymczasem skład opanowują terroryści.

## Obsada
- Jean-Claude Van Damme − agent Jacques Kristoff
- Tomas Arana − Mason Cole
- Laura Harring − Galina Konstantin
- Susan Gibney − Madeline Kristoff
- Jessica Bowman − Bailey Kristoff
- Kristopher Van Varenberg − Ethan Kristoff